# 莫斯科獨立大學
莫斯科獨立大學（俄语：Независимый Московский Университет），是俄羅斯的一所小型私立高等院校，在1991年由一群著名的俄羅斯數學家所創立，目的在傳承俄羅斯數學學派的優秀傳統，訓練精英學生成為科學家。

## 历史
在1960年代後期至1980年代中期的蘇聯，莫斯科國立大學力學數學系很多頂尖校友，由於政治原因不能在大學作教學工作，因而沒有機會培養學生發展出自己的學派。莫斯科獨立大學的成立，正是使他們有教導學生的機會。
莫斯科獨立大學位於莫斯科的中心，在阿爾巴特街附近，是在1996年與莫斯科持續數學教育中心一同遷入現址。
莫斯科獨立大學是俄羅斯數學教育家尼古拉·康斯坦丁諾夫倡議創立。大學的創立者中，有俄羅斯科學院院士弗拉基米爾·阿諾爾德、路德維希·法捷耶夫、謝爾蓋·彼得羅維奇·諾維科夫、瓦西里耶夫维克多·阿纳托利耶维奇、雅科夫·西奈，以及多位教授。弗拉基米爾·阿諾爾德擔任大學董事會主席多年。數學家皮埃爾·德利涅和麥克弗森·羅伯特也積極支持大學的建立。

## 建构
莫斯科獨立大學設有高等數學學院和高等數理物理學院。學生在夜間上課，因為很多學生日間去其他大學上課，大多數是在莫斯科國立大學力學數學系。任何人都可以旁聽大學的課程，不过需要通過三門課的考試後才可以成為正式學生。大學也有研究生課程。大學的文憑雖然在俄羅斯不受正式認可，但是受到斯捷克洛夫數學研究所、哈佛大學、魏茨曼科學研究學院等權威學術科研機構承認。
大學除了課室和講堂外，還設有圖書館、食堂、小型印刷室、和售賣數學書的書店。
莫斯科獨立大學為北美洲和歐洲本科生開設Math in Moscow的一學期留學計劃，為期15週，由大學教授以英語授課。
莫斯科獨立大學出版數學期刊《Moscow Mathematical Journal》，由美國數學學會發行。

## 外部連結
- .   [2015-01-17]. （原始内容存档于2021-05-02）.及.   [2015-01-17]. （原始内容存档于2019-07-14）.
- .   [2015-01-17]. （原始内容存档于2020-03-24） （英语）.
- .   [2015-01-17]. （原始内容存档于2019-09-24）.